# Сантос, Кайке
Кайке Айртон дос Сантос Эваристо (порт.-браз. Kayke Ayrton dos Santos Evaristo; родился 26 апреля 2008) — бразильский футболист, нападающий клуба «Атлетико Паранаэнсе».

## Клубная карьера
Воспитанник футбольной академии клуба «Атлетико Паранаэнсе». 13 июня 2024 года 16-летний игрок дебютировал в основном составе клуба в матче бразильской Серии A против «Крисиумы».

## Карьера в сборной
В 2023 году вызывался в сборную Бразилии до 15 лет.